# La Trompeta artística
La Trompeta artística va ser una publicació periòdica que va sortir a Reus el 1890.
Portava per subtítol periodich recreatiu y d'anuncis, sortia els dissabtes i el número valia 5 cèntims. La capçalera era tipogràfica, el format gran foli i quatre pàgines i estava imprès a dues columnes. L'impressor era Pere Bofarull. Escrita íntegrament en llengua catalana i sense gaires pretensions literàries, dedicava una part a anuncis locals i la part recreativa i literària feia referència a temes festius locals, com ara la crònica de les obres representades a teatres i cafès reusencs, els concerts previstos, i altres activitats culturals. Hi havia una "Secció literària" on es publicaven poemes d'Enric Ayné i el text "Nit de llum" d'Antònia Opisso, germana d'Alfred Opisso.
Es desconeix quants números van sortir. Segons l'escriptor i historiador Francesc Gras i Elies "muy pronto enmudeció". L'any 1894 i fins al 1896 va aparèixer també a Reus un setmanari satíric i literari que portava per nom La Trompeta.
Només es conserva el número 2 a la Biblioteca Central Xavier Amorós de Reus.